# Datenservicezentrum Betriebs- und Organisationsdaten
Das Forschungsdatenzentrum Betriebs- und Organisationsdaten (FDZ-BO) ist Teil der deutschen Forschungsdateninfrastruktur. Es gehört zu den vom Rat für Sozial- und Wirtschaftsdaten (RatSWD) akkreditierten Forschungsdatenzentren (FDZ). Das FDZ wurde 2010 an der Universität Bielefeld gegründet und wurde 2019 an das DIW Berlin verlagert. Das Datenzentrum archiviert Forschungsdaten der Sozialwissenschaften (insbesondere Soziologie, BWL, VWL und Psychologie), die dem Themenbereich der Betriebs- und Organisationsforschung zuzurechnen sind. Diese Daten werden der wissenschaftlichen Öffentlichkeit dann zentralisiert wieder zur Verfügung gestellt.